# Rancul (departement)
Rancul is een departement in de Argentijnse provincie La Pampa. Het departement (Spaans: departamento) heeft een oppervlakte van 4.933 km² en telt 10.648 inwoners.

## Plaatsen in departement Rancul
- Caleufú
- Ingeniero Foster
- La Maruja
- Parera
- Pichi Huinca
- Quetrequén
- Rancul